# Adèle Milloz
Pour les articles homonymes, voir Milloz.
Adèle Milloz (5 mai 1996 - 12 août 2022) est une skieuse-alpiniste française. Elle participe aux Jeux mondiaux militaires d'hiver de 2017 en ski-alpinisme, en sprint et en individuel, remportant deux médailles d'or.
Aux Championnats d'Europe 2018 à Nicolosi, elle remporte la médaille d'or au sprint,,.
En 2019, elle prend sa retraite des compétitions pour continuer ses études afin de devenir guide de haute montagne.
Elle meurt à l'âge de 26 ans avec une cliente dans un accident dans les aiguilles de Chamonix près du mont Blanc, le long de la voie normale du côté de l'aiguille du Peigne,,. D'autres personnes sont mortes sur la même pente auparavant, notamment Steven Gubser (en) en août 2019.